# Kazimiera Babiarz
Kazimiera Babiarz (ur. 21 lutego 1905 w Izbicy, zm. 1 stycznia 1993 tamże) – polska rolniczka, młynarka, „Sprawiedliwa wśród Narodów Świata”. 

## Życiorys
W trakcie II wojny światowej Kazimiera Babiarz (z domu Bobis) mieszkała w Izbicy przy ul. Maksymiliana Kronlada 18. Miejscowość leżała na terenie dystryktu lubelskiego (dzisiaj woj. lubelskie). Przed wojną zamieszkiwana była w ogromnej większości (ponad 90%) przez Żydów, przez co po nastaniu okupacji niemieckiej, umieszczono tam getto tranzytowe. Do Izbicy zwożono pociągami transporty Żydów z Austrii, Niemiec, Francji czy Czechosłowacji. Kazimiera wraz z rodziną (mężem Mieczysławem i córką Haliną) prowadziła w Izbicy małe gospodarstwo i młyn - jedyne polskie w miejscowości. Jej zabudowania stały około 200 metrów od posterunku gestapo. Postrachem okolicy był sadystyczny Kurt Engels.
Na początku listopada 1942 r. przyjęła pod swój dach 14-letniego żydowskiego chłopca Hanana Lipszyca, którego rodzina została już zamordowana przez Niemców. Decyzja o udzieleniu pomocy była spontaniczna. Kazimiera podjęła ją bez wiedzy męża, którego nie było w domu. Kryjówką Hanana stała się jej piwniczka, w której na co dzień trzymano ziemniaki. Tam urządzono mu legowisko, w którym ukrywał się przed Niemcami. Jak wspominała córka po latach: "Kopce takie były na kartofle. Kopce. Nie tam piwnica, tylko... »Idź, idź go zamknij w ten kopiec«. I tam zanieśliśmy mu koce, to, tamto. No to on od listopada to siedział do wiosny w tym kopcu niestety. Siedział, bo co było robić. Nie wychodził, bo baliśmy się. Baliśmy się. Nosiło mu się jeść, wylewało się brudy. A on leżał". Niemcy omal nie wykryli kryjówki poszukując ukrywających się Żydów. Wpadli na jego trop, jednak stanowcza postawa opiekunów pozwoliła Hananowi przetrwać w ukryciu w gospodarstwie Kazimiery, która ukrywała go potem w składzie drewna.
Wedle relacji córki, Kazimiera Babiarz ukrywała także innych Żydów.
13 marca 1985 r. Instytut Jad Waszem uhonorował Kazimierę Babiarz medalem „Sprawiedliwy wśród Narodów Świata”.